# Keystone Service
A Keystone Service az Amtrak 195 mérföld (314 km) hosszúságú regionális személyszállító vonatjárata a Pennsylvania állambeli Harrisburgban található Harrisburg Transportation Center és a philadelphiai 30th Street Station között, a Philadelphia és Harrisburg közötti fővonalon (Keystone Corridor). A legtöbb vonat az északkeleti folyosón (NEC) halad tovább a New York-i Penn Stationig.
A Harrisburg és New York közötti utazások körülbelül 3+1⁄2 órát vesznek igénybe, ebből 1+3⁄4 óra Harrisburg és Philadelphia között. Több gyorsvonat is közlekedik, amelyek mindkét menetidőt körülbelül 15 perccel rövidítik le.
A vonal nagyobb sebességű vasútvonalnak számít, a vonatok akár 200 km/h (125 mérföld/óra) sebességgel is közlekednek az északkeleti folyosó egyes részein és 180 km/h (110 mérföld/óra) sebességgel a Keystone folyosó egyes részein.
Ez az Amtrak ötödik legforgalmasabb útvonala és a harmadik legforgalmasabb az NEC-en belül. 2016-os pénzügyi évben a szolgáltatás 1,47 millió utast szállított, ami 7,9%-os növekedést jelent a 2015-ös pénzügyi évhez képest. A 2016-os pénzügyi évben a teljes bevétel 41 123 787 dollár volt, ami 7,5%-os növekedést jelent a 2015-ös pénzügyi évhez képest. Az útvonalat elsősorban a Pennsylvania Közlekedési Minisztérium (PennDOT) finanszírozza.